# Ryan Foster
Ryan Foster (ur. 26 sierpnia 1988 w Hobart) – australijski lekkoatleta, średniodystansowiec.
W 2005 reprezentował Australię podczas mistrzostw świata juniorów młodszych. 16. lokata w eliminacjach biegu na 2000 metrów z przeszkodami nie dała mu awansu do finału.

## Rekordy życiowe
- bieg na 800 m – 1:46,78 (2009)
- bieg na 800 m (hala) – 1:47,48 (2010) do 2019 rekord Australii i Oceanii
- bieg na 1000 m (hala) – 2:19,60 (2010) do 2024 rekord Australii i Oceanii